# فرد ماكنزي (سياسي)
فرد ماكنزي (بالإنجليزية: Fred McKenzie)‏ هو سياسي أسترالي، ولد في 1 ديسمبر 1933 في أستراليا، وتوفي في 18 مارس 2008 في أستراليا. حزبياً، نشط في حزب العمال الأسترالي ‏.